# 1645 en musique classique
| \| • Retour à la chronologie générale de la musique classique • \| |
| Grèce • Rome • Haut Moyen Âge • VIIIe siècle • IXe siècle • Xe siècle • XIe siècle XIIe siècle • XIIIe siècle • XIVe siècle • XVe siècle • XVIe siècle • XVIIe siècle XVIIIe siècle • XIXe siècle • XXe siècle • XXIe siècle |
| • Retour à la chronologie générale de la musique classique • |

| Années en musique classique : 1642 - 1643 - 1644 - 1645 - 1646 - 1647 - 1648    |
| Décennies en musique classique : 1610 - 1620 - 1630 - 1640 - 1650 - 1660 - 1670 |

## Événements
- 14 décembre : Représentation de La finta pazza, opéra de Francesco Sacrati au Petit-Bourbon à Paris.

## Œuvres
- 't Lof Jubals (second livre), de Cornelis Thymanszoon Padbrué.
- Les Sept paroles du Christ, de Heinrich Schütz.

## Naissances
- 22 février :

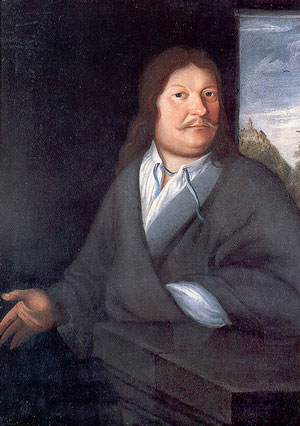
Johann Ambrosius Bach

  - Johann Ambrosius Bach, musicien allemand, frère jumeau du suivant († 20 février 1695).
  - Johann Christoph Bach II, musicien allemand († 28 août 1693).
- 3 août : August Kühnel, compositeur et violiste allemand († 1700).

Date indéterminée :
- Pierre Tabart, compositeur et maître de chapelle français († 1716).

Vers 1645 :
- Nicolas Derosiers, guitariste, compositeur et théoricien français († après 1702).
- Jean-Jacques Rippert, facteur d'instruments de musique français installé à Paris, plus exactement un « faiseur » de flûtes à bec, flûtes traversières et hautbois selon l'expression en usage († 1724).

## Décès

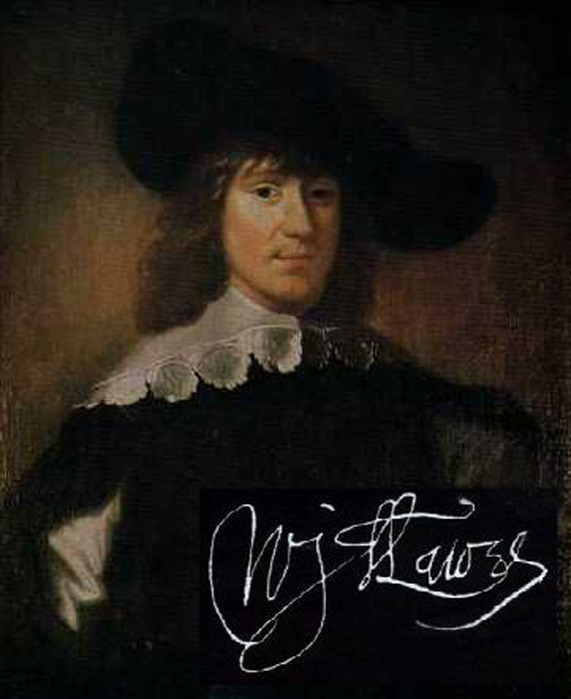
William Lawes

- 16 avril : Tobias Hume, compositeur et violiste anglais (° vers 1569).
- 24 septembre : William Lawes, compositeur et musicien anglais (° 1602).

Date indéterminée :
- Nicolas Signac, compositeur français (° 1585).

Vers 1645 :
- Guglielmo Lipparini : compositeur italien (° vers 1578).
- André Maugars :  violiste et traducteur français (° vers 1580).